# Поуп, Дик
Дик Поуп (англ. Dick Pope; 3 августа 1947[…], Бромли, Кент — 21 октября 2024) — английский кинооператор.

## Творческая биография
В детстве увлёкся фотографией. Начинал в кинолаборатории фирмы Pathé в Лондоне, снимал фильмы категории B. Работал в документальном кино для BBC.
Среди режиссёров, с которыми впоследствии работал Дик Поуп, — Майкл Ли, Барри Левинсон, Филип Ридли, Нил Бёргер, Ричард Линклейтер.
Член Британского общества кинооператоров.

### Смерть
Умер 22 октября 2024 года в возрасте 77 лет.

## Признание
Лауреат многих международных премий, его работа в фильме «Иллюзионист» была номинирована на «Оскар».
Обладатель премии техническому специалисту «Vulcain» 67-го Каннского кинофестиваля в 2014 году за фильм Майкла Ли «Уильям Тёрнер».

## Избранная фильмография
- 1987 — Новый расклад в Покерхаусе / Porterhouse Blue (Роберт Найтс, номинация на премию BAFTA TV)
- 1990 — Зеркальная кожа / The Reflecting Skin (Филип Ридли, премия кинофестиваля в Ситжесе)
- 1991 — Сладости жизни / Life Is Sweet (Майк Ли)
- 1993 — Обнажённая / Naked (Майк Ли)
- 1996 — Тайны и ложь / Secrets & Lies (Майк Ли, «Золотая лягушка» на кинофестивале в Лодзи)
- 1999 — Кутерьма / Topsy-Turvy (Майк Ли)
- 2002 — Всё или ничего / All or Nothing (Майк Ли)
- 2002 — Николас Никкльби / Nicholas Nickleby (Дуглас Макграт[англ.])
- 2004 — Вера Дрейк / Vera Drake (Майк Ли, Золотая лягушка на кинофестивале в Лодзи)
- 2006 — Человек года / Man of the Year (Барри Левинсон)
- 2006 — Иллюзионист / The Illusionist (Нил Бергер, номинация на «Оскар», Серебряная лягушка на кинофестивале в Лодзи и др. награды)
- 2008 — Я и Орсон Уэллс / Me and Orson Welles (Ричард Линклейтер)
- 2008 — Беззаботная / Happy-Go-Lucky (Майк Ли)
- 2010 — Ещё один год / Another Year (Майк Ли)
- 2011 — Берни / Bernie (Ричард Линклейтер)
- 2014 — Уильям Тёрнер / Mr. Turner (Майк Ли)
- 2015 — Анжелика / Angelica (Митчелл Лихтенштейн)
- 2015 — Легенда / Legend (Брайан Хелгеленд)
- 2018 — Петерлоо / Peterloo (Майк Ли)
- 2019 — Мальчик, который обуздал ветер / The Boy Who Harnessed the Wind (Чиветел Эджиофор)
- 2019 — Сиротский Бруклин / Motherless Brooklyn (Эдвард Нортон)
- 2022 — Костюм / The Outfit (Грэм Мур)